# Devarodes albibasis
Devarodes albibasis är en fjärilsart som beskrevs av W. Warren 1904. Devarodes albibasis ingår i släktet Devarodes och familjen mätare. Inga underarter finns listade i Catalogue of Life.